# Vízellős-patak
A Vízellős-patak a Kőszegi-hegység területén, Perenye település északnyugati, külterületi részén ered, Vas vármegyében. A patak forrásától kezdve déli-délkeleti irányban halad, majd Gencsapátinál éri el az Perint-patakot. Útja során elsőként Perenye település nyugati külterületi részén vág át. Gencsapátinál éri el a Perint-patakot.

## Part menti települések
- Perenye
- Gencsapáti